# Martin Lel
Martin Kiptolo Lel (Kapsabet, Distrito Nandi, Provincia del Valle del Rift; 29 de octubre de 1978) es un corredor keniano especializado en pruebas de larga distancia y maratón, ganador de tres Grandes Maratones entre los años 2007 y 2008.
El 5 de octubre de 2003 se proclamó campeón del mundo de medio maratón en Vilamoura (Portugal).
En los años 2005, 2007 y 2008 venció en el Maratón de Londres. En el 2003 y 2007 quedó en primera posición en el Maratón de Nueva York. También fue el ganador en los años 2007 y 2009 del Great North Run, prueba atlética que se disputa anualmente en Inglaterra entre Newcastle upon Tyne y South Shields, sobre una distancia de media maratón. Su mejor marca en la prueba de maratón es de 2:05:15, lograda en Londres en el año 2008.
Participó en representación de Kenia en la prueba de maratón de los Juegos Olímpicos de Pekín 2008, obteniendo la quinta plaza.